# Two
A The Calling amerikai rock együttes második albuma, mely 2004-ben jelent meg.

## Dalok
1. One By One
2. Our Lives
3. Things Will Go My Way
4. Chasing The Sun
5. Believing
6. Anything
7. If Only
8. Somebody Out There
9. Surrender
10. Dreaming In Red
11. Your Hope